# Liste der Kulturdenkmale im Herrenkrug
In der Liste der Kulturdenkmale im Herrenkrug sind alle Kulturdenkmale des zur Stadt Magdeburg gehörenden Stadtteils Herrenkrug aufgelistet. Grundlage ist das Denkmalverzeichnis des Landes Sachsen-Anhalt, das auf Basis des Denkmalschutzgesetzes vom 21. Oktober 1991 erstellt und seither laufend ergänzt wurde (Stand: 31. Dezember 2022). 

## Denkmale
| Lage                                 | Bezeichnung                                     | Beschreibung | Erfassungs- nummer | Ausweisungsart | Bild                                            |
| ------------------------------------ | ----------------------------------------------- | --- | ------------------ | -------------- | ----------------------------------------------- |
| An den Rennwiesen (Karte)            | Pferderennbahn Herrenkrugwiesen                 | Pferderennbahn | 094 70006          | Baudenkmal     | Weitere Bilder                                  |
| Breitscheidstraße 2 (Karte)          | ehemalige Kaserne                               | In der ehemaligen Kaserne befindet sich heute die Fachhochschule Magdeburg-Stendal. Erbaut wurde die Kaserne für das Artillerie-Regiment 13 der Magdeburger Garnison von 1935 bis 1939. Der Entwurf stammt vom Heeresbauamt I. Von der Straße aus sieht man eine dreiflügelige Anlage. Die Häuser sind dreigeschossige Bauten mit Walmdächern. In der Mittelachse befindet sich ein Uhrenturm. | 094 17601          | Baudenkmal     | ehemalige Kaserne                               |
| Breitscheidstraße (Karte)            | Skulptur                                        | Die Plastiken und Reliefs wurden von 1936 bis 1937 von Fritz Maenicke geschaffen. Sie wurden für die Luitpold-Kaserne erstellt. Es handelt sich um eine drei Meter hohe Figur der Heiligen Barbara und andere Darstellung als Reliefs. Diese sind in der Fachhochschule eingelagert. | 094 71390          | Baudenkmal     | BW                                              |
| Eichendorffstraße 9 (Karte)          | Villa                                           | | 094 82800          | Baudenkmal     | Villa                                           |
| Eichendorffstraße 12 (Karte)         | Villa                                           | Villa Fritze | 094 71149          | Baudenkmal     | Villa                                           |
| Eichendorffstraße 13 (Karte)         | Villa                                           | | 094 71150          | Baudenkmal     | Villa                                           |
| Eichendorffstraße 19 (Karte)         | Villa Eichendorffstraße 19                      | Erbaut wurde die zweigeschossige Villa im Jahre 1911 nach Plänen des Baumeisters Behrendt. | 094 71119          | Baudenkmal     | Villa Eichendorffstraße 19                      |
| Hauffstraße 10 (Karte)               | Villa Albrecht                                  | um 1910 im Stil des Neoklassizismus errichtete Villa | 107 15033          | Baudenkmal     | Weitere Bilder                                  |
| Herrenkrug 1, 2 (Karte)              | Wohnhaus                                        | | 094 71448          | Baudenkmal     | Wohnhaus                                        |
| Herrenkrug Nr. 2 (Karte)             | Schuppen                                        | | 094 71447          | Baudenkmal     | Schuppen                                        |
| Herrenkrug 3 (Karte)                 | Neues Gesellschaftshaus Herrenkrug              | historisches Gesellschaftshaus von 1887, heute Teil des Herrenkrug Parkhotel an der Elbe | 094 82728          | Baudenkmal     | Neues Gesellschaftshaus Herrenkrug              |
| Herrenkrug, Herrenkrugstraße (Karte) | Herrenkrug-Allee                                | Allee durch den Herrenkrugpark | 094 18246          | Baudenkmal     | Herrenkrug-Allee                                |
| Herrenkrug (Karte)                   | Bank                                            | Die Bank wurde etwa um 1820 errichtet. Sie trägt die Inschrift „FÜR FAULE“. | 094 76848          | Kleindenkmal   | Bank                                            |
| Herrenkrug (Karte)                   | Denkmal, Löwenfigur                             | | 094 71377          | Kleindenkmal   | Denkmal, Löwenfigur                             |
| Herrenkrug (Karte)                   | Borussia-Denkmal                                | Denkmal Sockel des 1866 errichteten Borussia-Denkmals | 094 76844          | Kleindenkmal   | Borussia-Denkmal                                |
| Herrenkrug (Karte)                   | Denkmal für Graf von Schwerin                   | | 094 76868          | Baudenkmal     | Denkmal für Graf von Schwerin                   |
| Herrenkrug (Karte)                   | Oppermannstein                                  | Gedenkstein für 1854 in der Elbe ertrunkenes vierjähriges Kind |                    | Baudenkmal     | Oppermannstein                                  |
| Herrenkrug (Karte)                   | Gedenkstein für Christoph Wilhelm Ebeling       | Christoph Wilhelm Ebeling (1829-1902) war Lehrer, Botaniker und später Leiter des Schädlingsamtes. Er war 1865 Mitbegründer des Botanischen Vereins Magdeburg und sein Lebenswerk war der Aufbau des botanischen Schulgartens im Herrenkrugpark. |                    | Baudenkmal     | Gedenkstein für Christoph Wilhelm Ebeling       |
| Herrenkrug (Karte)                   | Pavillon, Sockel eines ehemaligen Musikpavillon | | 094 76846          | Baudenkmal     | Pavillon, Sockel eines ehemaligen Musikpavillon |
| Herrenkrug (Karte)                   | Pergola                                         | | 094 76847          | Baudenkmal     | Pergola                                         |
| Herrenkrug (Karte)                   | Sonnenuhr                                       | | 094 06246          | Baudenkmal     | Sonnenuhr                                       |
| Herrenkrug (Karte)                   | Kugelsonnenuhr                                  | | 094 76850          | Kleindenkmal   | Kugelsonnenuhr                                  |
| Herrenkrugstraße (Karte)             | Park                                            | |                    | Baudenkmal     | Park                                            |
| Herrenkrugstraße (Karte)             | Wartehalle                                      | |                    | Baudenkmal     | Weitere Bilder                                  |
| Tessenowstraße 2 (Karte)             | Hindenburg-Ehrenmal                             | Das Ehrenmal wurde von 1938/1939 für Paul von Hindenburg erbaut. Der Entwurf stammt von dem Architekten Heinrich Tessenow. Es ist ein Quaderbau im Stil des Neoklassizismus mit einem Walmdach. | 094 71177          | Baudenkmal     | Hindenburg-Ehrenmal                             |
| Tessenowstraße 1-15 (Karte)          | Hindenburg-Kaserne                              | Die ehemalige Hindenburgkaserne wurde von 1936 bis 1939 erbaut, hier befand sich ein Infanterieregiment. Der Entwurf stammt von dem Architekten Heinrich Tessenow. Es ist ein größerer Komplex aus Mannschaftsgebäuden und Wirtschaftsgebäuden. | 094 70034          | Baudenkmal     | Hindenburg-Kaserne                              |

## Ehemalige Denkmale
Die nachfolgenden Objekte waren ursprünglich ebenfalls denkmalgeschützt oder wurden in der Literatur als Kulturdenkmale geführt. Die Denkmale bestehen heute jedoch nicht mehr, ihre Unterschutzstellung wurde aufgehoben oder sie werden nicht mehr als Denkmale betrachtet.
| Lage                                          | Bezeichnung                         | Beschreibung | Erfassungs- nummer | Ausweisungsart | Bild                                |
| --------------------------------------------- | ----------------------------------- | --- | ------------------ | -------------- | ----------------------------------- |
| Herrenkrugstraße (Karte)                      | Gesellschaftshaus im Herrenkrugpark | erbaut 1843/1844, im Zweiten Weltkrieg beschädigt, später abgerissen |                    | Baudenkmal     | Gesellschaftshaus im Herrenkrugpark |
| Herrenkrugstraße im Biederitzer Busch (Karte) | Muttereiche                         | 1961 aufgestellter Findling zur Erinnerung an einen Treffpunkt der Magdeburger Arbeiterbewegung, vom Künstler Walter Bischof geschaffene Inschrift nach der politischen Wende des Jahres 1989 entfernt, Findling noch vorhanden, wird jedoch nicht als Denkmal geführt. |                    | Baudenkmal     | Muttereiche                         |

## Legende
In den Spalten befinden sich folgende Informationen:
- Lage: Nennt den Straßennamen und wenn vorhanden die Hausnummer des Kulturdenkmals. Die Grundsortierung der Liste erfolgt nach dieser Adresse. Der Link „Karte“ führt zu verschiedenen Kartendarstellungen und nennt die geographischen Koordinaten.
Link zu einem Kartenansichtstool, um Koordinaten zu setzen. In der Kartenansicht sind Baudenkmale ohne Koordinaten mit einem roten bzw. orangen Marker dargestellt und können in der Karte gesetzt werden. Baudenkmale ohne Bild sind mit einem blauen bzw. roten Marker gekennzeichnet, Baudenkmale mit Bild mit einem grünen bzw. orangen Marker.
- Offizielle Bezeichnung: Nennt den Namen, die Bezeichnung oder zumindest die Art des Kulturdenkmals und verlinkt, soweit vorhanden, auf den Artikel zum Objekt.
- Beschreibung: Nennt bauliche und geschichtliche Einzelheiten des Kulturdenkmals, vorzugsweise die Denkmaleigenschaften.
- Erfassungsnummer: Für jedes Kulturdenkmal wird in Sachsen-Anhalt eine 20stellige Erfassungsnummer vergeben. Die letzten zwölf Ziffern werden für die Untergliederung nach Teilobjekten genutzt und werden nur angegeben, soweit vergeben. In dieser Spalte kann sich folgendes Icon  befinden, dies führt zu Angaben zu diesem Baudenkmal bei Wikidata.
- Ausweisungsart: Die Einordnung des Denkmales nach § 2 Abs. 2 DenkmSchG LSA
- Bild: Ein Bild des Denkmales, und gegebenenfalls einen Link zu weiteren Fotos des Kulturdenkmals im Medienarchiv Wikimedia Commons. Wenn man auf das Kamerasymbol klickt, können Fotos zu Kulturdenkmalen aus dieser Liste hochgeladen werden: